# Helena Słoniewska
Helena Maria Słoniewska (ur. 12 sierpnia 1897 w Pawłosiowe (powiat jarosławski, dzisiejsza Ukraina), zm. 23 września 1982 we Wrocławiu) – polski psycholog, naukowiec, wykładowca Uniwersytetu Wrocławskiego w Katedrze Psychologii Wychowawczej. 

## Życiorys
Córka Marii (z domu Gzek) i Władysława Słoniewskiego.  Ukończyła szkołę ludową i muzyczną oraz 4 klasy gimnazjum (1903-1913). Uczyła się prywatnie, co roku przystępowała do egzaminu. Następnie wstąpiła do żeńskiego Klasycznego Gimnazjum im. J. Słowackiego we Lwowie, gdzie 16 czerwca 1916 zdała maturę. W latach 1917–1919 uczęszczała na kurs w Seminarium Gospodarczym w Szczepkowie koło Lwowa, które przygotowywało kobiety do wykonywania zawodu nauczycielki szkół gospodarczych. W 1919 rozpoczęła studia na Uniwersytecie Jana Kazimierza we Lwowie. Do 1924 r. studiowała filozofię, psychologię, biologię. Od rozpoczęcia studiów rozpoczął się związek H. Słoniewskiej z Zakładem Psychologii. W latach 1923–1926 była asystentką na seminarium filozoficznym prowadzonym przez prof. Kazimierza Twardowskiego na Uniwersytecie we Lwowie. 01.10.1926 r. uzyskała stopień doktora filozofii, po obronie pracy pt. „Czym jest ból fizyczny- wzruszeniem czy uczuciem?”, którą napisała pod okiem prof. K. Twardowskiego. 
W latach 1927-1928 nauczała propedeutyki filozofii oraz biologii w żeńskim gimnazjum im. Narcyzy Żmichowskiej we Lwowie. W latach 1928–1935 pracowała w Instytucie Psychotechnicznym i Poradni Zawodowej we Lwowie jako kierownik działu badań młodzieży szkolnej, a od 1935 do 1939 jako kierowniczka całej instytucji. W 1940 rozpoczęła prace jako psycholog w Zakładzie Psychiatrycznym w Kulparkowie na oddziale dziecięcym, który zorganizowała. W czasie okupacji niemieckiej bezskutecznie próbowała reaktywować Żeńską Szkołę Gospodarczą w Snopkowie. Po wkroczeniu Armii Czerwonej do Lwowa w lipcu 1944 r. zatrudniła się jako psycholog w Centralnej Poliklinice Dziecięcej.  
W związku z repatriacją wyjechała ze Lwowa do Krakowa. Do Wrocławia przyjechała jesienią 1946 za namową prof. dr Mieczysława Kreutza (który do Wrocławia przybył ze Lwowa, gdzie był pierwszym kierownikiem Katedry Psychologii na Uniwersytecie Jana Kazimierza. We Wrocławiu jako pierwszy i jedyny, w początkowych latach po zakończeniu II wojny światowej, wykładał na Uniwersytecie Wrocławskim na Wydziale Humanistycznym). Helena Słoniewska, od października 1946 r., rozpoczęła prowadzenie zajęć (jako adiunkt) oraz stworzyła drugi zakład na Wydziale Humanistycznym: Zakład Psychologii Wychowawczej, którego została kierownikiem. W ramach swej pracy na Uniwersytecie Wrocławskim rozpoczęła organizować, w zakresie studiów psychologicznych, przygotowanie do pracy zawodowej w tej dziedzinie. Prowadziła wykłady i ćwiczenia z psychologii wychowawczej oraz psychologii w pracy. Za cel postawiła sobie stworzenie zaplecza dla praktyk psychologicznych wyobrażonych jako doskonale prowadzone placówki psychologii stosowanej. Dlatego zdecydowała się na prowadzenie Wojewódzkiej Poradni Zdrowia Psychicznego. W początkach istnienia poradni, pracowała tam z kilkoma lekarzami, jednym doświadczonym psychologiem Jadwigą Różycką oraz stażystami (studentami psychologii, którzy znaleźli tam zatrudnienie po zakończeniu studiów). Praca w poradni bardzo ją zajmowała, przez co mniej czasu poświęcała pracy naukowej. Robiła to ze świadomością istnienia potrzeb psychologicznych w społeczeństwie. Każdy przypadek traktowała indywidualnie, wnikliwie go analizowała.    
Współpraca Kreutza i Słoniewskiej oparta była na uzupełnianiu. On zajmował się nauką teoretyczną, ona była odpowiedzialna za część praktyczną.    
Zgodnie z  decyzją Ministerstwa Szkolnictwa Wyższego, na lata 1952-1967 zamknięto wszystkie kierunki psychologiczne (poza Warszawą). Na Uniwersytecie Wrocławskim ostała się Katedra Psychologii z 3 pracownikami (H. Słoniewska, M. Kulczycki, M. Porębska) wraz ze zgromadzonym naukowym zasobem materialnym (biblioteka, podstawowe pomoce naukowe). Pracownicy Katedry Psychologii prowadzili zajęcia na różnych kierunkach studiów, w ramach przedmiotu Elementy nauk pedagogicznych.    
W tym czasie H. Słoniewska była kierownikiem Katedry Psychologii Uniwersytetu Wrocławskiego. Ponadto była przewodniczącą Wrocławskiego Oddziału Polskiego Towarzystwa Psychologicznego (utworzonego w 1950 r., jego siedzibą była Katedra Psychologii Uniwersytetu Wrocławskiego). Oddział organizował zebrania naukowe i szkoleniowe. Skupiał psychologów pracujących na całym Dolnym Śląsku. Byli to głównie absolwenci Uniwersytetu Wrocławskiego. Ówcześnie była to jedyna szansa dla psychologów na uzupełnienie wiadomości, wymiany doświadczeń. Stanowiło formę szkolenia zawodowego.   
W 1953 r. została samodzielnym pracownikiem naukowym, a we wrześniu 1954 r. otrzymała obowiązki zastępcy profesora przy Katedrze Psychologii. W kwietniu 1955 r. otrzymała tytuł docenta. Pełniła funkcję zastępcy przewodniczącego Komisji Przydziału Pracy dla Absolwentów Wydziału Filozoficzno-Historycznego, przewodniczyła Wydziałowej Komisji Stypendialnej, była członkiem Komisji Senackich.  
W latach 1958-1960 pełniła funkcję prodziekana Wydziału Filozoficzno-Historycznego. Była gościem na uroczystościach jubileuszowych 150. rocznicy powstania Ossolineum, przypadających w 1967 r.
W 1980 r. otrzymała odznakę dla Zasłużonych dla Polskiego Towarzystwa Psychologicznego, przyznawaną przez Walne Zgromadzenie Delegatów.
Zmarła 23 września 1982 r. Została pochowana na wrocławskim cmentarzu przy ul. Bujwida.

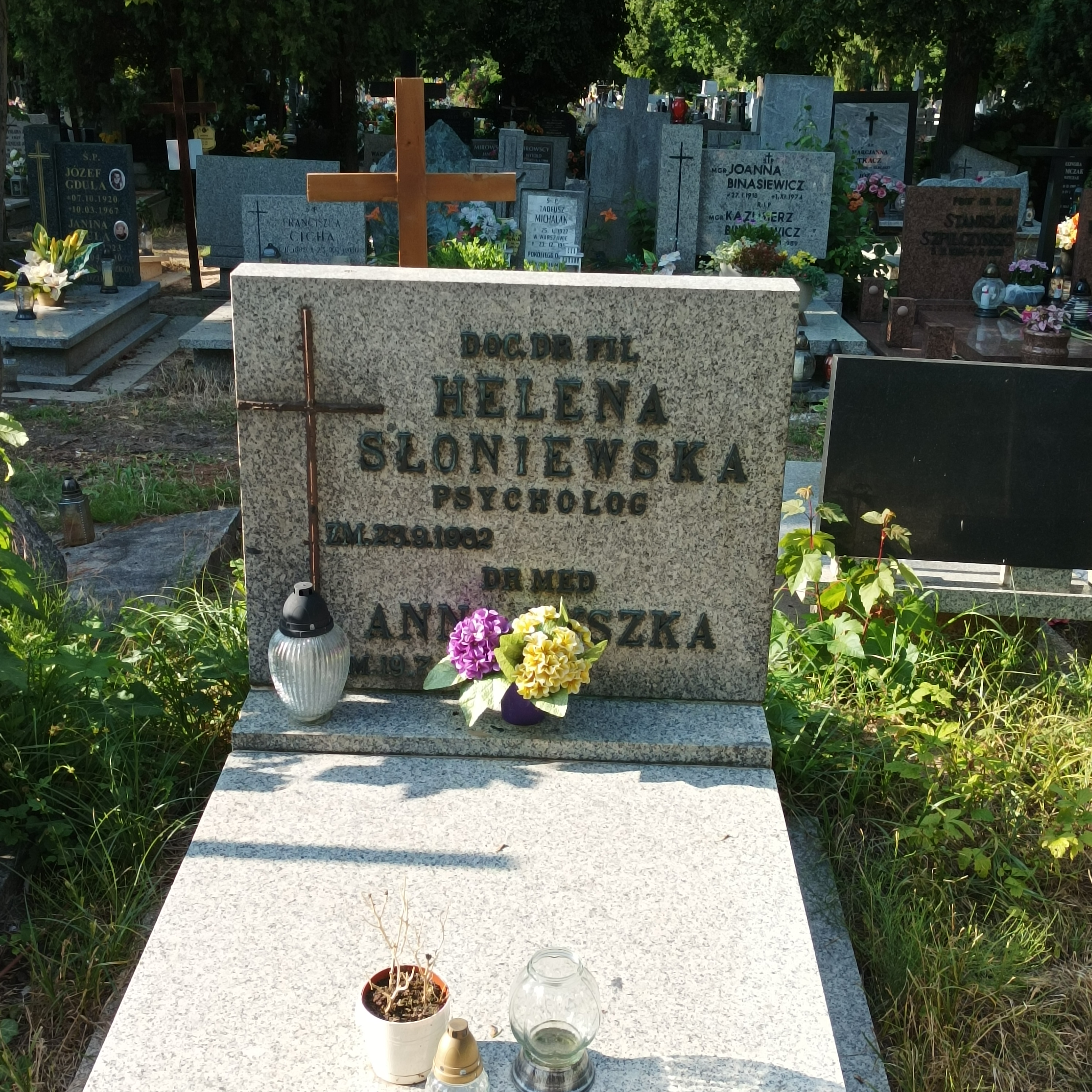
Grób Heleny Słoniewskiej na cmentarzu św. Wawrzyńca we Wrocławiu

Helena Słoniewska łączyła działalność w zakresie psychologii stosowanej z działalnością naukową, publikując jej wyniki w czasopismach psychologicznych. Są to jedne z pierwszych opracowań dotyczących problematyki psychologii pracy, poradnictwa i wychowania.

## Wybrane publikacje i artykuły
- Czynnik emocjonalny w psychice dziewcząt a wychowanie, w: Zagadnienia wychowawcze w szkole zawodowej, Lwów 1934.
- W sprawie interpretacji objawów przeżyć psychicznych, w: Kwartalnik Psychologiczny, Poznań 1934, t. 5.
- Poradnictwo zawodowe, Warszawa 1939.
- Psychologiczna analiza zainteresowania, Poznań 1959, t. 10, zeszyt 1.
- Rola Kazimierza Twardowskiego w psychologii polskiej, w: Zeszyty Naukowe Uniwersytetu Wrocławskiego im. Bolesława Bieruta, Wrocław 1959, seria A, 17.
- Prace badawcze Wrocławskiego Oddziału Polskiego Towarzystwa Psychologicznego, w: Przegląd Psychologiczny, Poznań 1964, nr 7.
- Poglądy psychologiczne Kazimierza Twardowskiego, w: Przegląd Psychologiczny, Poznań 1968, nr 15.[13]